# Te Matatini

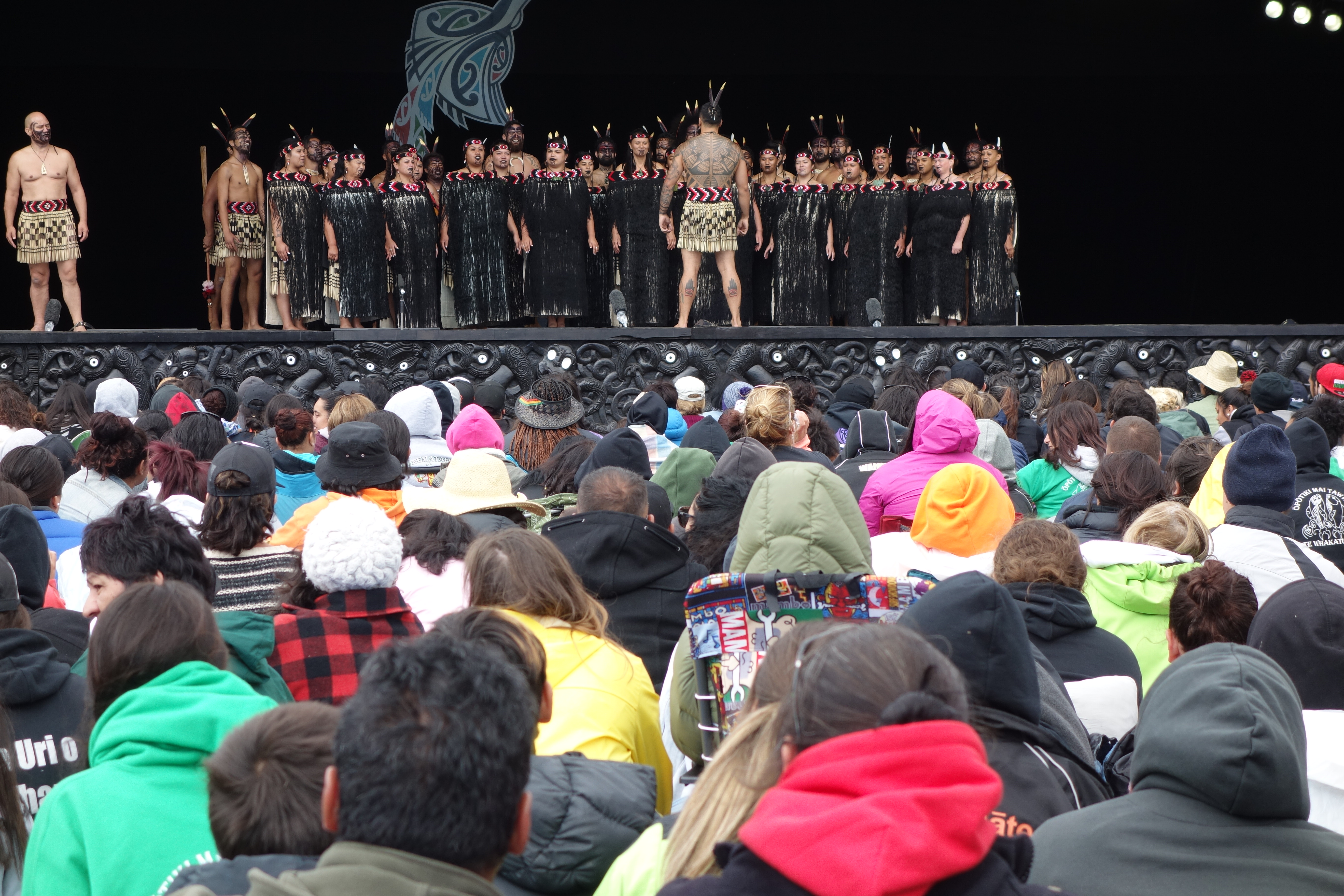
Te Matatini el año 2015 en Hagley Park, Christchurch (Nueva Zelanda).

Te Matatini es un festival nacional de artes escénicas maoríes en el que los artistas de kapa haka de todo Aotearoa (Nueva Zelanda) compiten en este festival. El nombre fue dado por la profesora Wharehuia Milroy, está compuesto de Te Mata que significa la cara y tini que denota a «muchos»; de ahí que el significado de Te Matatini sea «muchas caras».
El festival se celebra cada dos años en diferentes regiones de Nueva Zelanda. Se otorga autoridad (mana) a diferentes tribus (iwi) para organizar el festival. Por ejemplo, en 2017 el maná fue entregado a Te Whanganui-a-Tara en nombre de la región de Ngāti Kahungunu una tribu maorí ubicada en la costa este de la isla Norte.
Mead explica: Mana es sometida por un conjunto de reglas antes de que se establezca, las personas o la persona a cargo tienen que aceptar estas restricciones y esforzarse por superarlas para hacer el trabajo que se establece ante ellas.
Se considera que Te Matatini desempeña un papel muy importante dentro de Maoridom en la promoción de la tikanga de la cultura maorí y Kapa Haka. Proporciona una experiencia valiosa para la gente de Nueva Zelanda y otras personas de todo el mundo, con el festival que atrae hasta 30,000 entre participantes y espectadores. Te Matatini celebra la cultura maorí, su belleza y sus valores fundamentales. Kapa Haka es una forma de identidad y contribuye a que Nueva Zelanda sea única. La Sociedad Te Matatini es la fuerza impulsora detrás del Festival Nacional Te Matatini Kapa Haka. Inicialmente surgió a fines de la década de 1960 y se convirtió en patrocinador de una variedad de festivales maoríes y eventos polinesios. La sociedad en su forma actual se estableció en 1972 y se ha centrado en el fomento a largo plazo de las artes escénicas maoríes.

## Esquema de la competición
| Día   | Composición diaria             | Explicación |
| ----- | ------------------------------ | --- |
| 1     | Nombrado por la Tangata Whenua | Todos los artistas, simpatizantes, dignatarios y visitantes de Kapa Haka son recibidos por los anfitriones locales..                    |
| 2 - 4 | Rondas de grupos               | |
| 5     | Día final (Te Matangirua)      | Los finalistas son juzgados nuevamente para determinar tercero, segundo y el nuevo Toa Whakaihuwaka (ganador general de la competencia) |

## Entrega de premios
La entrega de premios tendrá lugar el día final de la competición. A lo largo de los cinco días, cada equipo es juzgado según un criterio establecido, por jueces expertos, designados de alrededor de Nueva Zelanda.
- Los tāonga (trofeos) se otorgan a los equipos con la puntuación más alta en las siete disciplinas obligatorias (agregadas) y no obligatorias (no agregadas) de las rondas de grupos.
- La taonga Toa Whakaihuwaka (ganador general) se otorga al equipo con las puntuaciones más altas del último día (Te Matangirua) y también se determina el primer, segundo y tercer lugar.[3]

## Las disciplinas
Las actuaciones se componen de diferentes disciplinas, cada equipo de Kapa Haka debe realizar seis disciplinas dentro de su pieza de interpretación: whakaeke (una entrada coreografiada), mōteatea (canto tradicional), poi (bola de luz girada en el extremo de una cuerda), waiata-ā-ringa (canción de acción), haka y whakawātea (salida). Deben perfeccionar cada disciplina en un tiempo de 25 minutos.
| Disciplina                                                       | Explicación |
| ---------------------------------------------------------------- | --- |
| Waiata tira (opcional)                                           | Se usa para calentar el grupo y es bueno para poner paz en el grupo y para calmar los nervios. Esta parte es opcional y no obligatoria. |
| Whakaeke (entrada)                                               | Aquí es donde los grupos pueden hacer una presentación de quiénes son, de dónde vienen, cuál es el propósito. Implica mucho movimiento y coreografía alrededor del escenario y implica mucha disciplina. |
| Moteatea(canto tradicional)                                      | La motea es un canto tradicional o cantos, sin embargo, hay más estilos contemporáneos que se utilizan en los tiempos más actuales. |
| Waiata-a-ringa (canto de acción)                                 | La canción de acción es donde los intérpretes usan las manos y el cuerpo, se pone mucho énfasis en las manos, la cara, el cuerpo y los ojos para combinar las acciones con las palabras de la canción. Ngata y Armstrong afirman que “la canción de acción no es una serie de movimientos de taladro, sino una expresión rítmica de estados de ánimo y emociones”. |
| Poi (malabarismo)                                                | The Poi es una disciplina que se realiza principalmente por mujeres, pero puede ser hecho por hombres. Esta escenificación es conocida por su elegancia y equilibrio, utilizando un poi (bola redonda) conectado a un cordón trenzado se exhibe malabares de gran belleza y estilo. |
| Haka                                                             | Tanerore, "la descendencia de Te Ra y Hineraumati dio la personificación del aire tembloroso y caliente, que se bailaba en el calor del verano y que se conocía como Te Haka a Tanerore (el "haka de Tanerore". El Haka también se usa para hacer declaraciones contra los asuntos políticos, los problemas de la sociedad maorí y las barreras y desafíos que enfrentan los maoríes en la actualidad. También se conoce como una expresión de la identidad de Nueva Zelanda. Karetu (1993) afirma que "del repertorio de danza maorí se puede decir que el haka es el que más se anticipa con entusiasmo donde hay una actuació ”. |
| Whakawatea                                                       | Este elemento es la canción de salida para el grupo. Esto le da al grupo la oportunidad de dejar una declaración final, y reforzar lo que vinieron a hacer, quienes son y agradecer a los tangata whenua 'gente de la casa' por organizar el evento. |
| Te Reo                                                           | También conocida como la lengua maorí, esta disciplina es el pináculo de todas las demás. |
| Manukura Wahine/Manukura Tane or Kaitataki Wahine/Kaitataki Tane | Líderes femeninos y masculinos donde ambos muestran sus roles desde y hacia el escenario. Éstos incluyen; Karanga (bienvenida), mihimihi (discursos), cómo los líderes se presentan dentro de sus grupos en términos de liderazgo y cómo se comportan para el grupo. |
| Kakahu                                                           | Esta es la forma de vestir, los grupos son juzgados en el estilo de vestir. Este artículo reconoce las habilidades de los tejedores, los artistas moko y tuhi kiri (tatuadores) y los talladores. |

## Ganadores anteriores
| Fecha | Grupo                    | Ubicación                               |
| ----- | ------------------------ | --------------------------------------- |
| 2019  | TBA                      | Te Whanganui-a-Tara (Wellington)        |
| 2017  | Whāngārā-mai-Tawhiti     | Heretaunga (Hastings)                   |
| 2015  | Te Whanau a Apanui       | Ōtautahi (Christchurch)                 |
| 2013  | Te Waka Huia             | Te Arawa (Rotorua)                      |
| 2011  | Te Mātārae i Ōrehu       | Te Tairāwhiti (Gisborne)                |
| 2009  | Te Waka Huia             | Tauranga Moana/Mataatua (Mt. Maunganui) |
| 2007  | Whangarā Mai Tawhiti     | Rangitāne (Palmerston North)            |
| 2005  | Te Whanau-a-Apanui       | Rangitāne (Palmerston North)            |
| 2002  | Waihirere                | Tāmaki Makaurau (Auckland)              |
| 2000  | Te Mātārae i Ōrehu       | Tainui (Ngaruawahia)                    |
| 1998  | Waihirere                | Te Whanganui-a-Tara (Upper Hutt)        |
| 1996  | Ngāti Rangiwewehi        | Te Arawa (Rotorua)                      |
| 1994  | Te Waka Huia             | Hawera (Taranaki)                       |
| 1992  | Te Waka Huia             | Tainui (Ngaruawahia)                    |
| 1990  | Te Roopu Manutaki        | Te Tai Tokerau (Waitangi)               |
| 1988  | Waihirere                | Te Tai Tokerau (Whangarei)              |
| 1986  | Te Waka Huia             | Ōtautahi (Christchurch)                 |
| 1983  | Ngāti Rangiwewehi        | Heretaunga (Hastings)                   |
| 1981  | Taniwharau               | Tāmaki Makaurau (Auckland)              |
| 1979  | Waihirere                | Te Tairāwhiti (Gisborne)                |
| 1977  | Te Kotahitanga o Waitaha | Te Tairāwhiti (Gisborne)                |
| 1975  | Te Roopu Manutaki        | Te Tai Tokerau (Whangarei)              |
| 1973  | Mawai Hakona             | Te Arawa (Rotorua)                      |
| 1972  | Waihirere                | Te Arawa (Rotorua)                      |

## Vínculos

### Grupos Kapa Haka en Te Matatini 09
- Te Waka Huia.
- Te Iti Kahurangi.
- Te Matarae I Orehu.
- Te Whanau a Apanui.
- Waihirere Maori Club.
- Haka (Te Waka Huia).

### Disciplinas Kapa Haka
- Waiata tira (Te Iti Kahurangi).
- Whakaeke (Te Waka Huia).
- Waiata-a-ringa (Te Piringa).
- Poi (Turanga Tane, Turanga Wahine).
- Haka (Te Waka Huia).